# Triple Crown (pallacanestro)
Nella pallacanestro la Triple Crown (in inglese "Triplice corona") è un riconoscimento simbolico che in Europa designa la squadra maschile che riesce a vincere, nel corso della stessa stagione sportiva l'Eurolega, il campionato e la coppa nazionali.
In tutto dodici società sono riuscite a ottenere la Triple Crown. La prima ad ottenere il riconoscimento è stata il Real Madrid Baloncesto, l'ultima il Real Madrid. Nella stagione 2000-2001, il Maccabi Tel Aviv e la Virtus Bologna hanno entrambe conquistato il Triple Crown: proprio in quest'occasione, l'ULEB aveva appena istituito la nuova Euroleague Basketball, che sostituiva la competizione gestita dalla FIBA Europe, ridenominata Suproleague.

## Albo d'oro
| Stagione  | Squadra vincitrice              | Campionato     | Coppa                        | Eurolega             |
| --------- | ------------------------------- | -------------- | ---------------------------- | -------------------- |
| 1964-1965 | Real Madrid                     | Spagna         | Copa del Rey                 | C. Campioni          |
| 1969-1970 | Pall. Varese                    | Italia         | Coppa Italia                 | C. Campioni          |
| 1972-1973 | Pall. Varese                    | Italia         | Coppa Italia                 | C. Campioni          |
| 1973-1974 | Real Madrid                     | Spagna         | Copa del Rey                 | C. Campioni          |
| 1976-1977 | Maccabi Tel Aviv                | Israele        | Coppa d'Israele              | C. Campioni          |
| 1980-1981 | Maccabi Tel Aviv                | Israele        | Coppa d'Israele              | C. Campioni          |
| 1984-1985 | Cibona Zagabria                 | Jugoslavia     | C. di Jugoslavia             | C. Campioni          |
| 1986-1987 | Olimpia Milano                  | Italia         | Coppa Italia                 | C. Campioni          |
| 1989-1990 | Spalato                         | Jugoslavia     | C. di Jugoslavia             | Eurolega             |
| 1990-1991 | Spalato                         | Jugoslavia     | C. di Jugoslavia             | Eurolega             |
| 1991-1992 | Partizan                        | Jugoslavia     | C. di Jugoslavia             | Eurolega             |
| 1996-1997 | Olympiakos                      | Grecia         | Coppa di Grecia              | Eurolega             |
| 2000-2001 | Maccabi Tel Aviv Virtus Bologna | Israele Italia | Coppa d'Israele Coppa Italia | Suproleague Eurolega |
| 2002-2003 | Barcellona                      | Spagna         | Copa del Rey                 | Eurolega             |
| 2003-2004 | Maccabi Tel Aviv                | Israele        | Coppa d'Israele              | Eurolega             |
| 2004-2005 | Maccabi Tel Aviv                | Israele        | Coppa d'Israele              | Eurolega             |
| 2005-2006 | CSKA Mosca                      | Russia         | Coppa di Russia              | Eurolega             |
| 2006-2007 | Panathīnaïkos                   | Grecia         | Coppa di Grecia              | Eurolega             |
| 2008-2009 | Panathīnaïkos                   | Grecia         | Coppa di Grecia              | Eurolega             |
| 2013-2014 | Maccabi Tel Aviv                | Israele        | Coppa di Israele             | Eurolega             |
| 2014-2015 | Real Madrid                     | Spagna         | Copa del Rey                 | Eurolega             |
| 2024-2025 | Fenerbahçe                      | Turchia        | Coppa di Turchia             | Eurolega             |

## Vittorie per club

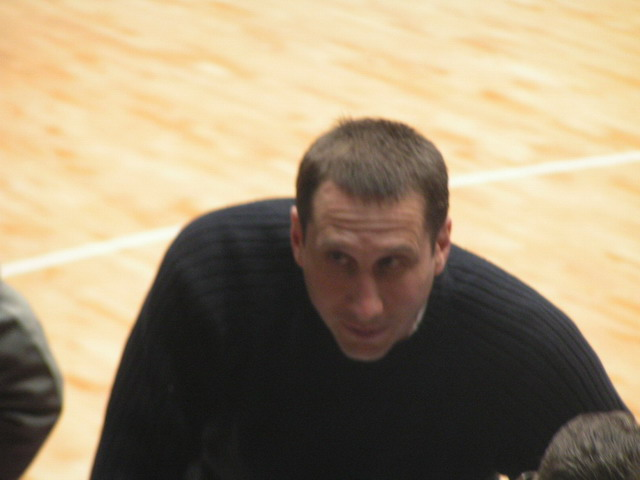
David Blatt, vincitore della Triple Crown nel 2001 con il Maccabi Tel Aviv.

| Club             | Titolo | Stato      | Anno                                                 |
| ---------------- | ------ | ---------- | ---------------------------------------------------- |
| Maccabi Tel Aviv | 6      | Israele    | 1976-77, 1980-81, 2000-01, 2003-04, 2004-05, 2013-14 |
| Real Madrid      | 3      | Spagna     | 1964-65, 1973-74, 2014-15                            |
| Pall. Varese     | 2      | Italia     | 1969-70, 1972-73                                     |
| Spalato          | 2      | Jugoslavia | 1989-90, 1990-91                                     |
| Panathīnaïkos    | 2      | Grecia     | 2006-07, 2008-09                                     |
| CSKA Mosca       | 1      | Russia     | 2005-06                                              |
| Barcellona       | 1      | Spagna     | 2002-03                                              |
| Virtus Bologna   | 1      | Italia     | 2000-01                                              |
| Fenerbahçe       | 1      | Turchia    | 2024-25                                              |
| Olympiakos       | 1      | Grecia     | 1996-97                                              |
| Partizan         | 1      | Jugoslavia | 1991-92                                              |
| Olimpia Milano   | 1      | Italia     | 1986-87                                              |
| Cibona Zagabria  | 1      | Jugoslavia | 1984-85                                              |